# دره گرم (محله)
دره گرم یکی از محله‌های شمالی شهر خرم‌آباد است که اکثر ساکنین آن لک و لر زبان و از ایل دلفان و حسنوند هستند. این محله تا پیش از سال ۱۳۶۵ خورشیدی به عنوان یکی از روستاهای اطراف شهر محسوب می‌شد با گسترش جمعیت و رشد فیزیکی محدوده شهر به عنوان یکی از محلات خرم‌آباد به‌شمار آمد. دره گرم به عنوان شمالی ترین محله خرم آباد شناخته میشود .